# Gösta Bäckelin
Gösta Natanael Bäckelin, född 10 februari 1903 i Vänersborg, död 20 oktober 1988 i Stockholm, var en svensk operasångare.
Bäckelin gjorde bland annat rollen som vasallen i Fanal av Kurt Atterberg på Kungliga Operan 1934. Han medverkade också som präst i Bergmans filmatiserng av Trollflöjten 1975.

## Filmografi
- 1975 – Trollflöjten